# Carl Erik Lund
Karl (Carl) Erik Lund (ur. 23 września 1884, zm. 29 maja 1940) – szwedzki zapaśnik walczący w stylu klasycznym. Dwukrotny olimpijczyk. Zajął dziewiąte miejsce w Londynie 1908 i czwarte w Sztokholmie 1912. Walczył w wadze lekkiej.
Mistrz kraju w 1904, 1907 i 1908 roku.
Jego brat Valdus Lund, był piłkarzem i olimpijczykiem z Antwerpii 1920.

## Letnie Igrzyska Olimpijskie 1908
| Konkurencja            | Rundy eliminacyjne | Rundy eliminacyjne    | Klas. końcowa |
| Konkurencja            | 1/16               | 1/8                   | Miejsce       |
| ---------------------- | ------------------ | --------------------- | ------------- |
| 66,6 kg styl klasyczny | Wolny los Z        | Nikołaj Orłow (RUS) P | 9.            |

## Letnie Igrzyska Olimpijskie 1912
| Konkurencja            | Rundy eliminacyjne   | Rundy eliminacyjne    | Rundy eliminacyjne    | Rundy eliminacyjne       | Rundy eliminacyjne | Rundy eliminacyjne      | Rundy eliminacyjne   | Klas. końcowa |
| Konkurencja            | Przeciwnik I         | Przeciwnik II         | Przeciwnik III        | Przeciwnik IV            | Przeciwnik V       | Przeciwnik VI           | Przeciwnik VII       | Miejsce       |
| ---------------------- | -------------------- | --------------------- | --------------------- | ------------------------ | ------------------ | ----------------------- | -------------------- | ------------- |
| 67,5 kg styl klasyczny | Bruno Heckel (GER) Z | Robert Phelps (GBR) Z | Aatami Tanttu (FIN) P | Tatu Kolehmainen (FIN) Z | Wolny los Z        | Volmar Wikström (FIN) Z | Ödön Radvány (HUN) P | 4.            |